# 阿部能丸
阿部 能丸（あべ のうまる、1960年5月30日 - ）は、日本の俳優、脚本家。石川県出身。身長170cm。血液型はO型。T.M.Labを経て、Vifに所属。月蝕歌劇団の作品にも客演することも多い。本名は和田 秀樹。漫画家の福原鉄平とは平成耽美幻想の論客仲間である。

## 出演作品

### 舞台
- じゃりン子チエ（1981年）※デビュー作
- 聖ミカエラ学園漂流記（1984年）
- ゴジラ（1992年 - 1993年）
- 邪宗門（1993 - 1994・2008年）
- 赤い鳥逃げた…（1995年）
- 書を捨てよ町に出よう（1995年）
- 飛龍伝（1997年）
- 嗚呼!!花の応援団（2003年 - 2005年）
- あ・うん（2005年 - 2006年）
- どん底（2007年）
- 金色夜叉の逆襲（2008年）

### 映画
- いつか見た楽園（1981年）
- REM（1984年）
- ガメラ 大怪獣空中決戦（1995年）
- なぞの転校生（1998年） - 患者
- ウルトラマンティガ・ウルトラマンダイナ&ウルトラマンガイア 超時空の大決戦（1999年） - 倉庫の警官
- ゴースト・ボクサー（1999年） - 棟方太平
- 犬刑事 INU-DEKA 第一話ン!「怪奇!Tシャツの男」（1999年） - 宇宙一ウマいもの展の客
- けものがれ、俺らの猿と（2001年）
- ピストルオペラ（2001年） - 亡霊
- いかレスラー（2004年） - レフェリー
- 姑獲鳥の夏（2005年） - 里村紘一 ※脚本協力も担当
- ザ・バースデイ（2006年）
- 日本以外全部沈没（2006年） - 記者
- フリージア（2007年）
- バトルキャッツ!（2008年）
- ギララの逆襲/洞爺湖サミット危機一発（2008年） - 村人
- 新怪談必殺地獄少女拳 吸血ゾンビと妖怪くノ一大戦争（2009年）
- 劇場版 ほんとうにあった怖い話 3D（2010年）
- 赤々煉恋（2013年）
- 地球防衛未亡人（2014年） - 電力会社社員1
- 大怪獣モノ（2016年）
- ネズラ1964（2021年）
- 怪猫狂騒曲（2022年）
- HOSHI 35（2023年）[1]
- 電エースカオス（2023年12月22日、エクストリーム）[2]
- 嚙む家族（2025年） - 藤見剛 役[3]

### テレビ
- ウルトラシリーズ
  - ウルトラマンダイナ
    - 第1話「新たなる光（前編）」（1997年） - 養成学校ZERO訓練生
    - 第38話「怪獣戯曲」（1998年） - 劇団員
    - 第50話「最終章II 太陽系消滅」（1998年） - コスモアタッカー部隊隊長

  - ウルトラマンネクサス 第12話「別離 - ロスト・ソウル -」（2004年） - おっさん
  - ウルトラマンメビウス 第39話「無敵のママ」（2007年） - 運転手
- 学校の怪談G
- 京極夏彦 怪
- ケータイ捜査官7
- シネマ・カクテル女性たちの恋愛レシピ
- デジドラ・ワンシーン
- 鉄甲機ミカヅキ（工員）

### オリジナルビデオ
- カシマさんの呪い -封印された都市伝説-（2011年）

## 著書
- ロボット&ヒーローCOMIXスーパーガイド永遠の夢・SF漫画大辞典なぜわれわれは怪獣に官能を感じるのか